# جيمس تومسون (مجدف أمريكي)
جيمس تومسون (بالإنجليزية: James Thomson)‏ هو مجدف أمريكي، ولد في 31 أكتوبر 1910 في غلاسكو في المملكة المتحدة، وتوفي في 31 مايو 1962.

## وصلات خارجية
- جيمس تومسون على موقع الاتحاد الدولي للتجديف (الإنجليزية)
- جيمس تومسون على موقع أوليمبيديا (الإنجليزية)